# Kanonbådskrigen
Kanonbådskrigen (1807-14) var fjendtligheder af militær art mellem unionen Danmark-Norge og Det Forenede Kongerige. Navnet antyder, at mange af de danske skibe, der deltog i krigshandlingerne, var de til lejligheden byggede kanonbåde.
Kanonbådene var udviklet i 1757 af den svenske skibsbygger Fredrik Henrik af Chapman (9. september 1721 – 19. august 1808) hvis fader, Thomas Chapman (1679), var en engelsk indvandrer og forpagter.

## Konstruktion og anvendelse
Bådene var bygget til kongeligt autoriserede kapere som erstatning for den danske flåde, som blev beslaglagt af englænderne efter Københavns bombardement i år 1807.

### Kanonbåde, to udgaver
Kanonbådene fandtes i to udgaver: [kilde mangler]

#### Kanonchalup
Chaluppen som havde en besætning på 76 og var bevæbnet med en kanon i forstavnen og en kanon i agterstavnen.[kilde mangler]

#### Kanonjolle
Den mindre kanonjolle havde en besætning på 24 og var udrustet med en enkelt kanon.[kilde mangler]

Bådene var afhængige af stille vejr og støtte fra land, og deres bevægelsesmuligheder var begrænset af åredriften og det lukkede hav.

#### Billeder af kanonchalup og kanonjolle
- Kanonchalup under sejl, Forreste kanon ligger i chaluppens bund og bovporten er lukket for sø
- Kanonbåd åbner ild

## Sikring af kanonbådene
Fartøjernes overlevelse og virksomhed sikredes delvis af de danske kystforters kanoner, som kunne være en kærkommen håndsrækning under jagten og flugten. Kanonbådene havde stort held med at nedbringe mængden af engelske sejlskibe og presse de udenlandske handelsflåder i de syv år konflikten varede.

## Sidste frie danske skib
Det sidste frie danske skib, Prins Christian Frederik under kommando af kaptajn C.W. Jessen, blev sænket den 22. marts 1808 af to engelske krigsskibe ved slaget ved Sjællands Odde. Den 27. februar år 1811 sejlede danske kanonbåde med cirka 1.000 sømænd mod Anholt, men måtte søge ly i Jylland under stor fare.

## Sidste søslag
Det sidste søslag mellem England og Danmark/Norge fandt sted 6. juli 1812 ved Lyngør i Norge mellem den engelske flåde og Najaden.

## Følger
Krigen sluttede med freden i Kiel den 14. januar 1814. Øen Helgoland blev annekteret af England og Norge annekteret af Sverige. Danmark fik Svensk Forpommern med Rügen siden byttet for Lauenburg. Nu var Helstaten dannet.